# Grundlos
Koordinaten: 49° 40′ 18,5″ N, 10° 19′ 47,2″ O
Das Grundlos ist eine als Naturdenkmal ausgewiesene Gipskarstquelle bei Hellmitzheim (Stadt Iphofen) im unterfränkischen Landkreis Kitzingen in Bayern.

## Beschreibung

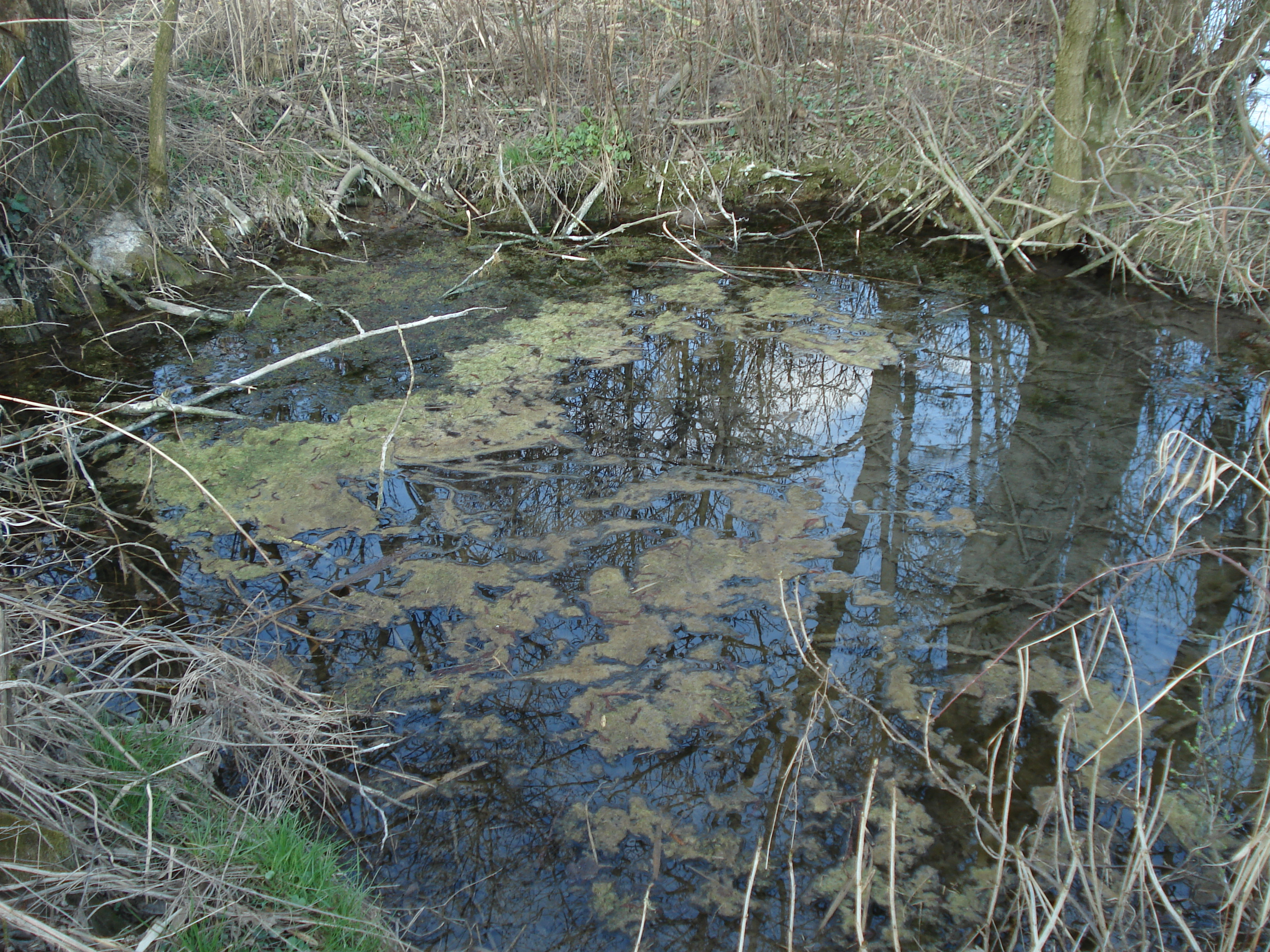
Kleines Grundlos

Die Quelle befindet sich etwa 250 Meter nordöstlich von Hellmitzheim, einem Stadtteil von Iphofen, unmittelbar am Bachlauf des Kirchbaches. Es handelt sich um zwei kleine Quelltrichter von geringer Tiefe (max. 0,5 m). Das Große Grundlos ist ein kleiner klarer Tümpel, mit leicht bläulich schimmernden Wasser. Das Kleine Grundlos ist stark von Algen bewachsen. Dort treten aus dem verkarsteten Gipsgrund die sulfatischen Wässer aus. Der oberirdische Abfluss mündet nach wenigen Metern in den Kirchbach. Beide Quellen und Teile des Bachlaufes stehen unter Naturschutz.

## Geotop
Die Quelle ist vom Bayerischen Landesamt für Umwelt als Geotop 675Q001 ausgewiesen. Siehe hierzu auch die Liste der Geotope im Landkreis Kitzingen.